# 624 هـ
624 هـ هي سنة في التقويم الهجري امتدت مُقابلةً في التقويم الميلادي بين سنتي 1226 و1227.

جنكيز خان

## مواليد
- عبد الرحمن العبدلياني

## وفيات
- جنكيز خان